# Тимчасовий об'єкт
Тимчасові об'єкти — у програмуванні об'єкти, які компілятор створює автоматично під час обчислення виразів . Такі об'єкти не мають імені та знищуються відразу ж, як тільки в них зникає потреба.
Компілятор мови C++ викликає для тимчасових об'єктів конструктори (за потребою) і деструктори (відразу після виконання виразу). Це, наприклад, важливо для об'єкта string_view C++17.
При ініціалізації масивів у C++ тимчасовий об'єкт зникає перед ініціалізацією наступного елемента.

## Приклад
```
string
 
r
 
=
 
string
(
"1"
)
 
+
 
"2"
 
+
 
"3"
;

```

Цей код працює таким чином ( ctor - конструктор, dtor - деструктор ).
```
string
 
r
,
 
tmp1
,
 
tmp2
,
 
tmp3
;

tmp1
.
ctor
(
"1"
);

tmp2
.
ctor
();

tmp2
 
=
 
tmp1
 
+
 
"2"
;

tmp3
.
ctor
();

tmp3
 
=
 
tmp2
 
+
 
"3"
;

r
.
ctor
(
tmp3
);

tmp3
.
dtor
();

tmp2
.
dtor
();

tmp1
.
dtor
();

```

## Приклад, де важливий час життя об'єкта
```
std
::
wstring
 
expandFileName
(
const
 
std
::
wstring
&
 
x
);
    
// отримує повний шлях. Потребує нуль-термінованості - тому на вході wstring

std
::
wstring_view
 
extractFilePath
(
std
::
wstring_view
 
x
);
  
// витягує з шляху корінь + каталоги + роздільник

std
::
wstring
 
tempFileName
()

{

 
return
 
std
::
wstring
(
extractFilePath
(
expandFileName
(
someFile
)))

       
.
append
(
L
"~filename.tmp"
);

}

```

C++ гарантує, що тимчасовий рядок expandFileName(someFile) буде знищений пізніше, ніж wstring_view, які на ньому «паразитують», «матеріалізуються» в інший, так само тимчасовий рядок std::wstring(...).

## У інших мовах
Практично всі мови (крім найнижчих) здатні автоматично створювати тимчасові змінні для проміжних результатів простих типів (цілий, дійсний, вказівник). У багатьох мовах (наприклад у Паскалі) існує подібна система для рядків. Практично всі мови програмування зі збором сміття (C#, Java) видають проміжні результати будь-якого типу — адже для них немає різниці між постійним та тимчасовим об'єктом. Тільки C++ здатний автоматично створювати проміжні об'єкти довільних типів, викликаючи їм конструктор і деструктор.